# Descartesprijs
De Descartesprijzen waren wetenschappelijke prijzen van de Europese Unie voor bijzonder goede (natuur)wetenschappelijke of technologische doorbraken, die voortkomen uit Europese samenwerking (ingesteld in 2000), resp. voor een bijzonder goede wetenschapscommunicatie (ingesteld in 2004). Ze zijn genoemd naar de wiskundige, natuuronderzoeker en filosoof René Descartes (Cartesius). De prijzen heten tegenwoordig anders: European Science Awards

## Procedure
Elk jaar selecteert een grand jury, bestaande uit vooraanstaande onderzoekers uit verschillende Europese landen, een aantal finalisten uit de voorgedragen onderzoeks- of communicatieprogramma's. Hieruit worden ten slotte de laureaten geselecteerd, die het bedrag van de prijs (in 2005: 1.000.000 euro voor de onderzoeksprijs en 250.000 euro voor de communicatieprijs) onder elkaar verdelen. De overblijvende finalisten krijgen ook een kleiner bedrag (30.000 euro en 5000 euro respectievelijk in 2005). In 2000, 2001 en 2002 was de Fransman Yves Michot, oud-algemeen directeur van Aérospatiale-Matra, voorzitter van de jury. In 2003, 2004, en 2005 was professor Ene Ergma, voorzitter van het parlement van Estland, de juryvoorzitter.

## Descartesprijzen

### 2008
Uitgereikt op 12 maart 2008, er waren drie laureaten voor de onderzoeksprijs.
- Het SynNanoMotor-consortium slaagden er als eerste in met moleculaire motoren een object te verplaatsen dat met het blote oog waarneembaar is. Het team is multidisciplinair en is samengesteld uit Engelse, Franse, Italiaanse en Nederlandse wetenschappers.
- Het EPICA-project. Aan de hand van ijsboringen in Antarctica vonden de onderzoekers gegevens over temperatuur en broeikasgas van de afgelopen 800.000 jaar. De informatie geeft meer inzicht in de gevolgen van klimaatverandering.
- De derde winnaar deed onderzoek naar de bestrijding van infecties van bacteriën.

### 2005
De Descartesprijzen voor 2005 werden uitgereikt op 2 december 2005 in Londen. Er waren 
- vijf laureaten voor de onderzoeksprijs en
- vijf winnaars voor de communicatieprijs, waaronder Jos Van Hemelrijck van de VRT, producent van het programma "Overleven", en Bill Bryson, de auteur van het boek "A Short History of Nearly Everything" ("Een kleine geschiedenis van bijna alles").

### 2004
De Descartesprijzen 2004 werden op 1 en 2 december 2004 uitgereikt in Praag. Dit was het eerste jaar waarin een tweede Descartesprijs, voor wetenschapscommunicatie, werd uitgereikt. 
- Een van de laureaten was professor Ignaas Verpoest van het departement Metaalkunde en Materiaalkunde aan de Katholieke Universiteit Leuven, voor zijn mobiele tentoonstelling "composites-on-tour", die in 2002 door Europa reisde om het grote publiek vertrouwd te maken met nieuwe composietmaterialen.
- Een andere winnaar was Sir David Attenborough, de Britse documentairemaker. In de jury zat onder meer Wubbo Ockels.

### 2002
- prijs voor onderzoek naar geneesmiddelen tegen multiple sclerose, Towards new drugs for Multiple Sclerosis patients, onder leiding van Prof. Lars Fugger (Aarhus University Hospital , Århus (Denmark)) in samenwerking met onderzoeksgroepen van Copenhagen University Hospital en Danish School of Pharmacy (Denemarken), Lund University (Zweden), Dundee University (Schotland), Oxford University (Engeland) and Albert Einstein College of Medicine (VS).
- prijs voor onderzoek naar de oorsprong van gamma-ray bursts met de satelliet BeppoSax:  The universe's biggest explosions since the Big Bang. Het onderzoek geschiedde onder leiding van prof Ed van den Heuvel (Universiteit van Amsterdam) en de groep aldaar, in samenwerking met SRON (Nederland), NASA/MSFC (VS), CNR/IASF in Rome, INAF Trieste en de Universiteit van Ferrara (Italië), de Universiteit van Kopenhagen (Denemarken), LAEFF-INTA (Spanje), Cambridge University (VK) en Astrophysical Institute Potsdam (Duitsland).